# Aya Yamane
Aya Yamane (山根 綺 Yamane Aya?, nacida el 4 de febrero de 1997) es una actriz de voz y cantante japonesa afiliada a Aoni Production. Es conocida por prestar su voz a Shisel en Magatsu Wahrheit: Zuerst, Ruhuyu en Show by Rock!!, Mikoto Aketa en The Idolmaster Shiny Colors, Daitaku Helios en Uma Musume Pretty Derby, Sui Yamada en Shūmatsu no Harem, Benisumomo en Kunoichi Tsubaki no Mune no Uchi, Riho Tsukishima en Megami no Cafe Terrace y Cathy en Sugar Apple Fairy Tale.

## Biografía
Yamane nació el 4 de febrero de 1997 en Yokohama. Es de ascendencia china: su padre es medio chino y su madre es una cuarta parte china. Estudió en una escuela secundaria cerca de la estación de Yokohama y en la Amusement Media Academy, donde se graduó en la promoción de 2016. Fue asistente de locución en el programa de radio Kobayashi Yū Weekly de Yū Kobayashi.
En septiembre de 2020, fue elegida para interpretar a Shisel en Magatsu Wahrheit: Zuerst. En diciembre de 2020, fue elegida como Sui Yamada en Shūmatsu no Harem. En marzo de 2022, fue elegida como Benisumomo en Kunoichi Tsubaki no Mune no Uchi. En septiembre de 2022, fue elegida como Freya Chocolate en Sylvanian Families: Flare no Happy Diary. En noviembre de 2022, interpretó a Riho Tsukishima en Megami no Cafe Terrace. En diciembre de 2022, dio voz a Cathy en Sugar Apple Fairy Tale. En agosto de 2023, fue elegida como Noir en Rail Romanesque.
Prestó su voz a Mikoto Aketa, una de las dos integrantes de la unidad SHHis, en The Idolmaster Shiny Colors, un derivado de la franquicia The Idolmaster. Anteriormente, había hecho audiciones sin éxito para Shiny Colors y Cinderella Girls, incluyendo para los personajes Tōru Asakura y Hinana Ichikawa de Shiny Colors, y eligió a Mikoto en lugar de Luca Ikaruga porque “vio [en la primera] un futuro en el que podríamos caminar juntas”. Participó en dos sencillos de SHHis: Layered Wing 08 (que alcanzó el puesto #6 en la lista Oricon Singles Chart) y Panorama Wing 08 (que alcanzó el puesto #10 en la misma lista).
Interpretó a Ruhuyu como parte de Mashumairesh!!, una unidad musical ficticia dentro de la franquicia Show by Rock!! de Sanrio. Dio voz al personaje en la adaptación de anime Show by Rock!! Mashumairesh!! y en el juego Show by Rock!! Fes A Live, y participó en el sencillo Trigger Rock de Mashumairesh!! lanzado en 2021. También da voz a Daitaku Helios en la franquicia Uma Musume Pretty Derby, papel que retomó en el anime, el videojuego y la obra de teatro de 2023.
Es miembro de la unidad vocal de seiyū Kleissis, donde interpreta el papel de Hirona dentro del grupo.

## Filmografía
Los papeles principales están en negrita

### Anime

#### Series de televisión
| Año  | Título                                                                 | Rol                                                                       | Refs.                       |
| ---- | ---------------------------------------------------------------------- | ------------------------------------------------------------------------- | --------------------------- |
| 1996 | Meitantei Conan                                                        | Recepcionista                                                             |                             |
| 1999 | One Piece                                                              | Subordinada de Black Maria; Cortesana; Nico Robin (joven)                 | [ 20 ] [ 4 ] [ 21 ]         |
| 2016 | Orange                                                                 | Estudiante                                                                | [ 20 ] [ 4 ] [ 21 ]         |
| 2017 | The Idolmaster SideM                                                   | Colegiala                                                                 | [ 20 ] [ 4 ] [ 21 ]         |
| 2018 | Bakutsuri Bar Hunter                                                   | Invitada                                                                  | [ 20 ] [ 4 ] [ 21 ]         |
| 2018 | GeGeGe no Kitarō                                                       | Karin Yamane; Kumiko Dote                                                 | [ 20 ] [ 4 ] [ 21 ]         |
| 2018 | Hug! Pretty Cure                                                       | Chibi Hari; Estudiante de primaria; Niña; Enfermera; Colegiala; Vendedora | [ 20 ] [ 4 ] [ 21 ]         |
| 2018 | Muhyo to Rōji no Mahōritsu Sōdan Jimusho                               | Estudiante                                                                | [ 20 ] [ 4 ] [ 21 ]         |
| 2019 | Actors: Songs Connection                                               | SASA                                                                      | [ 20 ] [ 4 ] [ 21 ]         |
| 2019 | Kiratto Pri Chan                                                       | Chica                                                                     | [ 20 ] [ 4 ] [ 21 ]         |
| 2019 | Rifle Is Beautiful                                                     | Anunciadora                                                               | [ 20 ] [ 4 ] [ 21 ]         |
| 2019 | Saiki Kusuo no Psi-nan Shidō-Hen                                       | Estudiante de escuela primaria C                                          | [ 20 ] [ 4 ] [ 21 ]         |
| 2020 | Murenase! Seton Gakuen                                                 | Jin Mazama (niño)                                                         | [ 20 ] [ 4 ] [ 21 ]         |
| 2020 | Show By Rock!! Mashumairesh!!                                          | Ruhuyu                                                                    | [ 17 ]                      |
| 2020 | Tonikaku Kawaii                                                        | Taki                                                                      | [ 20 ] [ 4 ] [ 21 ]         |
| 2020 | Magatsu Wahrheit: Zuerst                                               | Shisel                                                                    | [ 9 ]                       |
| 2020 | Shingeki no Kyojin: The Final Season Part 1                            | Niña                                                                      | [ 20 ] [ 4 ] [ 21 ]         |
| 2020 | Kaguya-sama wa Kokurasetai? Tensai-tachi no Ren'ai Zunōsen             | Amiga                                                                     | [ 20 ] [ 4 ] [ 21 ]         |
| 2020 | Re:Zero kara Hajimeru Isekai Seikatsu 2nd Season                       | Aldeana                                                                   | [ 20 ] [ 4 ] [ 21 ]         |
| 2020 | En'en no Shōbōtai: Ni no Shō                                           | Niño; Chica de cabaret                                                    | [ 20 ] [ 4 ] [ 21 ]         |
| 2020 | Chibi Maruko-chan                                                      | Miyake-san                                                                | [ 20 ] [ 4 ] [ 21 ]         |
| 2020 | Kimi to Boku no Saigo no Senjō, Arui wa Sekai ga Hajimaru Seisen       | Michaela                                                                  | [ 20 ] [ 4 ] [ 21 ]         |
| 2020 | Kami-sama ni Natta Hi                                                  | Invitada del festival                                                     | [ 20 ] [ 4 ] [ 21 ]         |
| 2020 | Fugō Keiji Balance: Unlimited                                          | Oficial de policía                                                        | [ 20 ] [ 4 ] [ 21 ]         |
| 2020 | Tamayomi                                                               | Shūgetsu Yō                                                               | [ 20 ] [ 4 ] [ 21 ]         |
| 2020 | Mewkledreamy                                                           | Mika                                                                      | [ 20 ] [ 4 ] [ 21 ]         |
| 2020 | Gochūmon wa Usagi Desu ka? Bloom                                       | Niña                                                                      | [ 20 ] [ 4 ] [ 21 ]         |
| 2020 | Toaru Kagaku no Railgun T                                              | Miembro de la facción Shokuho                                             | [ 20 ] [ 4 ] [ 21 ]         |
| 2020 | Boku no Tonari ni Ankoku Hakaishin ga Imasu.                           | Utsugi Tsukimiya (niño)                                                   | [ 20 ] [ 4 ] [ 21 ]         |
| 2020 | Oshi ga Budōkan Ittekuretara Shinu                                     | Ruri                                                                      | [ 20 ] [ 4 ] [ 21 ]         |
| 2021 | Uma Musume: Pretty Derby Season 2                                      | Daitaku Helios                                                            | [ 20 ] [ 4 ] [ 21 ]         |
| 2021 | Show by Rock!! Stars!!                                                 | Ruhuyu                                                                    | [ 22 ]                      |
| 2021 | Vivy: Fluorite Eye’s Song                                              | Leclerc                                                                   | [ 20 ] [ 4 ] [ 21 ]         |
| 2021 | Mieruko-chan                                                           | Novia                                                                     | [ 20 ] [ 4 ] [ 21 ]         |
| 2021 | Kyōkyoku Shinka Shita Full Dive RPG ga Genjitsu Yorimo Kuso-Ge Dattara | Melissa                                                                   | [ 20 ] [ 4 ] [ 21 ]         |
| 2021 | Kyōkai Senki                                                           | Inamovible Naho                                                           | [ 20 ] [ 4 ] [ 21 ]         |
| 2021 | Blue Reflection Ray                                                    | Saya                                                                      | [ 20 ] [ 4 ] [ 21 ]         |
| 2021 | Hataraku Saibō 2nd Season                                              | Plaqueta 2; Célula del intestino grueso                                   | [ 20 ] [ 4 ] [ 21 ]         |
| 2021 | Selection Project                                                      | Marie                                                                     | [ 20 ] [ 4 ] [ 21 ]         |
| 2021 | Skate-Leading☆Stars                                                    | Estudiante                                                                | [ 20 ] [ 4 ] [ 21 ]         |
| 2021 | Taishō Otome Otogibanashi                                              | Tamahiko Shima (Niño), Yukino                                             | [ 20 ] [ 4 ] [ 21 ]         |
| 2021 | WIXOSS Diva(A)Live                                                     | Mē-chan                                                                   | [ 20 ] [ 4 ] [ 21 ]         |
| 2022 | Shūmatsu no Harem                                                      | Sui Yamada                                                                | [ 10 ]                      |
| 2022 | Healer Girl                                                            | Kenji Morishima                                                           | [ 20 ] [ 4 ] [ 21 ]         |
| 2022 | Gaikotsu Kishi-sama, Tadaima Isekai e Odekakechū                       | Ceriana                                                                   | [ 20 ] [ 4 ] [ 21 ]         |
| 2022 | Kunoichi Tsubaki no Mune no Uchi                                       | Benisumomo                                                                | [ 11 ]                      |
| 2022 | Renmei Kūgun Kōkū Mahō Ongakutai Luminous Witches                      | Rosalie de La Poype                                                       | [ 20 ] [ 4 ] [ 21 ]         |
| 2022 | Mobile Suit Gundam: The Witch from Mercury                             | Secelia Dote                                                              | [ 20 ] [ 4 ] [ 21 ]         |
| 2022 | Shinobi no Ittoki                                                      | Colegiala B                                                               | [ 20 ] [ 4 ] [ 21 ]         |
| 2022 | Kōkyū no Karasu                                                        | Tercera consorte                                                          | [ 20 ] [ 4 ] [ 21 ]         |
| 2022 | Sylvanian Families: Flare no Happy Diary                               | Freya Chocolate                                                           | [ 12 ]                      |
| 2023 | Sugar Apple Fairy Tale                                                 | Cathy                                                                     | [ 14 ]                      |
| 2023 | Eiyū-Ō, Bu o Kiwameru Tame Tensei-Su: Soshikite, no Minarai Kishi      | Rafael Billford (niño)                                                    | [ 20 ] [ 4 ] [ 21 ]         |
| 2023 | Ayakashi Triangle                                                      | Reo Kōrogi                                                                | [ 20 ] [ 4 ] [ 21 ]         |
| 2023 | Ningen Fushin no Bōkensha-tachi ga Sekai o Sukū Yō Desu                | Amber                                                                     | [ 20 ] [ 4 ] [ 21 ]         |
| 2023 | Yamada-kun to Lv999 no Koi wo Suru                                     | Eri                                                                       | [ 20 ] [ 4 ] [ 21 ]         |
| 2023 | Kuma Kuma Kuma Bear Punch!                                             | Nelt; Senia                                                               | [ 20 ] [ 4 ] [ 21 ]         |
| 2023 | Megami no Cafe Terrace                                                 | Riho Tsukishima                                                           | [ 13 ]                      |
| 2023 | Mobile Suit Gundam: The Witch from Mercury Season 2                    | Secelia Dote                                                              | [ 20 ] [ 4 ] [ 21 ]         |
| 2023 | Niehime to Kemono no Ō                                                 | Princesa Kora                                                             | [ 20 ] [ 4 ] [ 21 ]         |
| 2023 | Seija Musō                                                             | Mernell                                                                   | [ 20 ] [ 4 ] [ 21 ]         |
| 2023 | Sylvanian Families: Freya no Go for Dream!                             | Freya Chocolate                                                           | [ 23 ]                      |
| 2023 | Sugar Apple Fairy Tale Part 2                                          | Cathy                                                                     | [ 20 ] [ 4 ] [ 21 ]         |
| 2023 | Rurouni Kenshin: Meiji Kenkaku Romantan                                | Makimachi Misao                                                           | [ 24 ]                      |
| 2023 | Uma Musume: Pretty Derby Season 3                                      | Daitaku Helios                                                            | [ 25 ]                      |
| 2023 | 16bit Sensation: Another Layer                                         | Tōya Yamada                                                               | [ 26 ]                      |
| 2023 | Rail Romanesque 2                                                      | Noir                                                                      | [ 15 ]                      |
| 2024 | Nozomanu Fushi no Bōkensha                                             | Laura Satii                                                               | [ 27 ]                      |
| 2024 | Hime-sama "Gōmon" no Jikan desu                                        | Krall                                                                     | [ 28 ]                      |
| 2024 | Hananoi-kun to Koi no Yamai                                            | Yui                                                                       | [ 20 ] [ 4 ] [ 21 ]         |
| 2024 | Re:Monster                                                             | Hobsei; Fūki                                                              | [ 29 ]                      |
| 2024 | LV2 kara Cheat datta Moto Yūsha Kōho no Mattari Isekai Life            | Balirossa                                                                 | [ 30 ]                      |
| 2024 | 2.5 Jigen no Yūwaku                                                    | Nagomi "753♡"                                                             | [ 31 ]                      |
| 2024 | Megami no Cafe Terrace Season 2                                        | Riho Tsukishima; Yumiko Anekawa                                           | [ 32 ] [ 33 ] [ 34 ]        |
| 2024 | Re:Zero kara Hajimeru Isekai Seikatsu 3rd Season                       | Liliana Masquerade                                                        | [ 35 ]                      |
| 2024 | Rurouni Kenshin: Meiji Kenkaku Romantan: Kyoto Dōran                   | Makimachi Misao                                                           | [ 36 ] [ 37 ] [ 38 ] [ 39 ] |
| 2024 | Dandadan                                                               | Tsubame                                                                   | [ 20 ] [ 4 ] [ 21 ]         |
| 2024 | Yōkai Gakkō no Sensei Hajimemashita!                                   | Medusa                                                                    | [ 20 ] [ 4 ] [ 21 ]         |
| 2024 | Demon Lord 2099                                                        | Hizuki Reynard-Yamada                                                     | [ 40 ]                      |
| 2024 | Sylvanian Families: Freya no Piece of Secret                           | Freya Chocolate                                                           | [ 41 ]                      |
| 2025 | Honey Lemon Soda                                                       | Megu                                                                      | [ 20 ] [ 4 ] [ 21 ]         |
| 2025 | Seishun Buta Yarō wa Bunny Girl Senpai no Yume wo Minai                | Ikumi Akagi                                                               | [ 42 ] [ 43 ]               |
| 2025 | Kaoru Hana wa Rin to Saku                                              | Subaru Hoshina                                                            | [ 44 ]                      |
| 2025 | Grand Blue Season 2                                                    | Sakurako Busujima                                                         | [ 45 ]                      |
| TBA  | Hanazakari no Kimitachi e                                              | Mizuki Ashiya                                                             | [ 46 ]                      |

#### Películas
| Año  | Título                                            | Rol           | Refs.               |
| ---- | ------------------------------------------------- | ------------- | ------------------- |
| 2019 | My Hero Academia: Heroes Rising                   | Chica         | [ 20 ] [ 4 ] [ 21 ] |
| 2020 | Goblin Slayer: Goblin's Crown                     | Guerrera      | [ 20 ] [ 4 ] [ 21 ] |
| 2021 | Bishōjo Senshi Sailor Moon Eternal Movie 1        | Deimos        | [ 20 ] [ 4 ] [ 21 ] |
| 2023 | Bishōjo Senshi Sailor Moon Cosmos Movie           | Deimos        | [ 20 ] [ 4 ] [ 21 ] |
| 2023 | Seishun Buta Yarō wa Ransel Girl no Yume wo Minai | Ikumi Akagi   | [ 47 ]              |
| 2024 | Suki demo Kirai na Amanojaku                      | Mio Takahashi | [ 48 ]              |

#### ONAs
| Año  | Título                 | Rol            | Refs.               |
| ---- | ---------------------- | -------------- | ------------------- |
| 2020 | Hakumei no Tsubasa     | Secretaria     | [ 20 ] [ 4 ] [ 21 ] |
| 2021 | Getsuyōbi no Tawawa 2  | Holstein-chan  | [ 20 ] [ 4 ] [ 21 ] |
| 2021 | Gokushufudō            | Clienta        | [ 20 ] [ 4 ] [ 21 ] |
| 2021 | Kaiju Decode           | Real Rei       | [ 49 ]              |
| 2022 | Long Zu Episode 0      | Wenwen Chen    | [ 20 ] [ 4 ] [ 21 ] |
| 2022 | Umayuru                | Daitaku Helios | [ 20 ] [ 4 ] [ 21 ] |
| 2023 | Onimusha               | Sayo           | [ 50 ]              |
| 2023 | Gokushufudō 2nd Season | Niño           | [ 20 ] [ 4 ] [ 21 ] |

#### Especiales
| Año  | Título                                        | Rol                | Refs.               |
| ---- | --------------------------------------------- | ------------------ | ------------------- |
| 2022 | Tonikaku Kawaii: Seifuku                      | Natsuki Taki       | [ 51 ]              |
| 2024 | Re:Zero kara Hajimeru Break Time 3rd Season   | Liliana Masquerade | [ 20 ] [ 4 ] [ 21 ] |
| 2025 | The Idolmaster Shiny Colors 2nd Season: SHHis | Mikoto Aketa       | [ 20 ] [ 4 ] [ 21 ] |

### Películas
| Año  | Título                | Personaje   | Refs.  |
| ---- | --------------------- | ----------- | ------ |
| 2015 | Jinro Game: Crazy Fox | Anna Sumida | [ 52 ] |

### Videojuegos
| Año  | Título                                                           | Rol                        | Refs. |
| ---- | ---------------------------------------------------------------- | -------------------------- | ----- |
| 2017 | Robot Girls Z Online                                             | Bardaler                   | [ 4 ] |
| 2018 | Onsen Musume: Yunohana Collection                                | Karen Misasa               | [ 4 ] |
| 2019 | Atelier Online: Alchemists of Bressisle                          | Ran                        | [ 4 ] |
| 2019 | Kemono Friends 3                                                 | California Rakko           | [ 4 ] |
| 2019 | Reverse Othellonia                                               | Sakura                     | [ 4 ] |
| 2020 | Genjū Keiyaku Cryptract                                          | Isna                       | [ 4 ] |
| 2020 | Show by Rock!! Fes A Live                                        | Ruhuyu                     | [ 4 ] |
| 2020 | White Cat Project                                                | Kuroka Manetho             | [ 4 ] |
| 2021 | KonoSuba: God's Blessing on this Wonderful World! Fantastic Days | Carla                      | [ 4 ] |
| 2021 | Gate of Nightmares                                               | Riley                      | [ 4 ] |
| 2021 | Metallic Child                                                   | Surai                      | [ 4 ] |
| 2021 | Quiz RPG: The World of Mystic Wiz                                | Tsuzumi Kizaki             | [ 4 ] |
| 2021 | The Idolmaster Shiny Colors                                      | Mikoto Aketa               | [ 4 ] |
| 2021 | Uma Musume Pretty Derby                                          | Daitaku Helios             | [ 4 ] |
| 2022 | Heaven Burns Red                                                 | Seika Higuchi              | [ 4 ] |
| 2022 | Goddess of Victory: Nikke                                        | D                          | [ 4 ] |
| 2025 | Fate/Grand Order                                                 | Typhon Ephemeros / Epsilon | [ 4 ] |

### Obras de teatro
- Uma Musume Pretty Derby, Daitaku Helios[18]

## Discografía

### Sencillos y álbumes
Como actriz de voz de Daitaku Helios en Uma Musume Pretty Derby.
- "Umapyoi Densetsu" (うまぴょい伝説?), junto al resto del elenco, utilizado como tema de cierre del episodio 13 de las series de anime Uma Musume: Pretty Derby Season 2 y Uma Musume: Pretty Derby Season 3.

Como actriz de voz de Benisumomo en Kunoichi Tsubaki no Mune no Uchi.
- "Akane-gumi Activity Log -Team Sheep-" (あかね組活動日誌 ～未班～?), junto a Manaka Iwami y Miyu Tomita, utilizado como tema de cierre del episodio 2 de la serie de anime Kunoichi Tsubaki no Mune no Uchi.
- "Akane Class Activity Log ~Gathering of Rat, Ox, Tiger, Rabbit, Dragon, Snake, Horse, Sheep, Monkey, Rooster, Dog, Boar~" (あかね組活動日誌 ～ねうしとらうたつみうまひつじさるとりいぬい大集合～?), junto al resto del elenco, utilizado como tema de cierre del episodio 13 de la serie de anime Kunoichi Tsubaki no Mune no Uchi.

Como actriz de voz de Liliana Masquerade en Re:Zero kara Hajimeru Isekai Seikatsu.
- "Priestella no Kimi yo" (プリステラの君よ?), utilizado como canción insertada del episodio 16 de la serie de anime Re:Zero kara Hajimeru Isekai Seikatsu 3rd Season.
- "Dyuwawa, Koi no toshi no sa" (デュワワ、恋の年の差?), junto a Yūsuke Kobayashi, utilizado como canción insertada del episodio 51 de la serie de anime Re:Zero kara Hajimeru Isekai Seikatsu 3rd Season.
- "Kenki Renka Dainimaku" (剣鬼恋歌 第二幕?), utilizado como canción insertada del episodio 51 de la serie de anime Re:Zero kara Hajimeru Isekai Seikatsu 3rd Season.
- "Kin mo nai, Mirai mo nai" (金もない、未来もない?), utilizado como canción insertada del episodio 51 de la serie de anime Re:Zero kara Hajimeru Isekai Seikatsu 3rd Season.
- "Asayake wo Oikosu Sora" (朝焼けを追い越す空?), utilizado como canción insertada del episodio 61 de la serie de anime Re:Zero kara Hajimeru Isekai Seikatsu 3rd Season Part 2.

Como actriz de voz de Noir en Rail Romanesque.
- "Growlin` World", utilizado como tema de cierre del episodio 3 de la serie de anime Rail Romanesque 2.

Como actriz de voz de Ikumi Akagi en Seishun Buta Yarō.
- "Suiheisen wa Boku no Furukizu" (水平線は僕の古傷?), utilizado como tema de cierre de los episodios 4 a 6 de la serie de anime Seishun Buta Yarō wa Bunny Girl Senpai no Yume wo Minai.

A continuación se muestran sencillos bajo su propio nombre.
- "Seishun no Kanashimi" (青春のかなしみ?), (2024)[53]